# Per Lorens Stenborg
Per Lorens Stenborg, född 16 april 1830 i Karl Gustavs församling, Norrbottens län, död 15 februari 1897 i Pajala församling, Norrbottens län, var en svensk präst.

## Biografi
Per Lorens Stenborg föddes 1830 i Karl Gustavs församling. Han var son till kollegan Per Stenborg vid Haparanda skola och Sara Maria Burman. Stenborg avlade vårterminen 1848 studentexamen i Uppsala och var vikarierande lärare i Haparanda skola höstterminen 1848, vårterminen 1850 och höstterminen 1851. Han avlade 1853–1854 teologisk examen vid Uppsala universitet och prästvigdes 8 juli 1854 i Stockholm. Stenborg förordnandes 19 juli 1854 till pastorsadjunkt i Lövångers församling och blev 13 september 1854 vikarierande komminister i Luleå stadsförsamling. Han blev 7 mars 1855 vikarierande komminister i Skellefteå församling efter komminister Häggboms död och blev 15 augusti 1855 tillförordnad pastor i Jukkasjärvi församling.
Han utnämndes 8 november 1858 till kyrkoherde i Jukkasjärvi församling och hade då inte avlagt pastoralexamen eller fyllt 30 år. Stenborg utnämndes 26 maj 1863 till kyrkoherde i Pajala församling, tillträdde direkt, där han efterträdde sin svärfar Lars Levi Læstadius, som avlidit två år tidigare. År 1877 förrättade biskopen Lars Landgren i Härnösands stift en visitation i församlingen. Han fick på grund av sin sjukdom i juli 1892 en vikarierande pastor i församlingen. Stenborg utgav 1895 en predikan, där han framställde Læstadius liv. Han avled 1897 i Pajala församling.

### Familj
Stenborg gifte sig 18 maj 1858 med Elisabeth Læstadius (1836–1897), dotter till kyrkoherden Lars Levi Læstadius i Pajala församling. De fick tillsammans barnen Maria Katarina Stenborg (1859–1923) som var gift med jägmästaren Axel Lindwall och urmakaren Oskar Stenborg (1872–1923).
Stenborg var vidare bror till prästerna Erik Anders Stenborg, Axel Stenborg och Carl Michael Stenborg, vilka alla verkade i Tornedalen. En annan bror var hebraisten Gustaf Göran Stenborg i Uppsala.
Læstadius änka bodde i 25 års tid hos sin svärson och dotter i Pajala prästgård.